# Shenandoah (phim)
Shenandoah là một phim Viễn Tây do Andrew Victor McLaglen đạo diễn, xuất phẩm ngày 03 tháng 06 năm 1965 tại Houston.

## Lịch sử
Truyện phim mượn ý tưởng từ bài dân ca Oh Shenandoah.

## Nội dung
Bối cảnh năm 1864 tại Virginia thời Nội Chiến. Ông gia trưởng Charlie Anderson đang sống yên hàn cùng các con trai Jacob, John, James, Nathan, Henry, Boy và các con gái Jennie, Anna. Khác các gia đình đương thời, ông Charlie không chứa nô lệ. Và mặc dù vẫn đi nhà thờ đều, ông không tin Thiên Chúa và luôn thầm trách Chúa đã tước mất vợ mình. Gia đình ông hầu như bị dân trong hạt cô lập.
Khi quân Liên Bang giao tranh với phe Liên Minh gần nông trại nhà Anderson, ban đầu giữ thái độ thờ ơ, nhưng dần người nhà Anderson bị cuốn vào cuộc chiến tang thương. Các con ông Charlie lần lượt bỏ đi theo hai phe và trở thành địch thủ của nhau.

## Kĩ thuật
Phim được quay tại California và Oregon năm 1964 nhằm dọn sẵn cho lễ kỷ niệm 100 năm Nội Chiến Mĩ kết thúc.

### Sản xuất
- Điều phối: Alexander Golitzen, Alfred Sweeney
- Hòa âm: William Russell, Waldon O. Watson, James R. Alexander, Donald Cunliffe
- Hiệu ứng: Albert Whitlock

### Diễn xuất
- James Stewart as Charlie
- Doug McClure as Sam
- Glenn Corbett as Jacob
- Patrick Wayne as James
- Phillip Alford as Boy
- Katharine Ross as Ann
- Rosemary Forsyth as Jennie
- Charles Robinson as Nathan
- James McMullan as John
- Tim McIntire as Henry
- Eugene Jackson, Jr. as Gabriel
- Paul Fix as Dr. Tom Witherspoon
- Denver Pyle as Pastor Bjoerling
- George Kennedy as Col. Fairchild
- James Best as Carter (rebel soldier)
- Tom Simcox as Lt. Johnson
- Berkeley Harris as Capt. Richards
- Harry Carey Jr. as Jenkins (rebel soldier)
- Kevin Hagen as Mule (deserter)
- Dabbs Greer as Abernathy
- Strother Martin as Train Engineer
- Kelly Thordsen as Federal Purchasing Agent Carroll

## Hậu trường
Năm 1966, phim được trao giải Academy Award cho Âm thanh ấn tượng nhất (Waldon O. Watson). For her part in Shenandoah, Rosemary Forsyth was nominated for a Golden Globe for Most Promising Newcomer - Female.
The film was adapted as a hit Broadway musical in 1975, which won John Cullum his first Tony Award for Best Actor.
Xuất phẩm điện ảnh này cũng là một trong những yếu tố khơi dậy phong trào phản đối Chiến tranh Việt Nam.
- Location scenes filmed near Eugene, Oregon
- Working titles: Fields of Honor and Shenandoah Crossing.
- The film broke box office records in Virginia, the story's locale.